# Festival Internacional de Cine de Tromsø

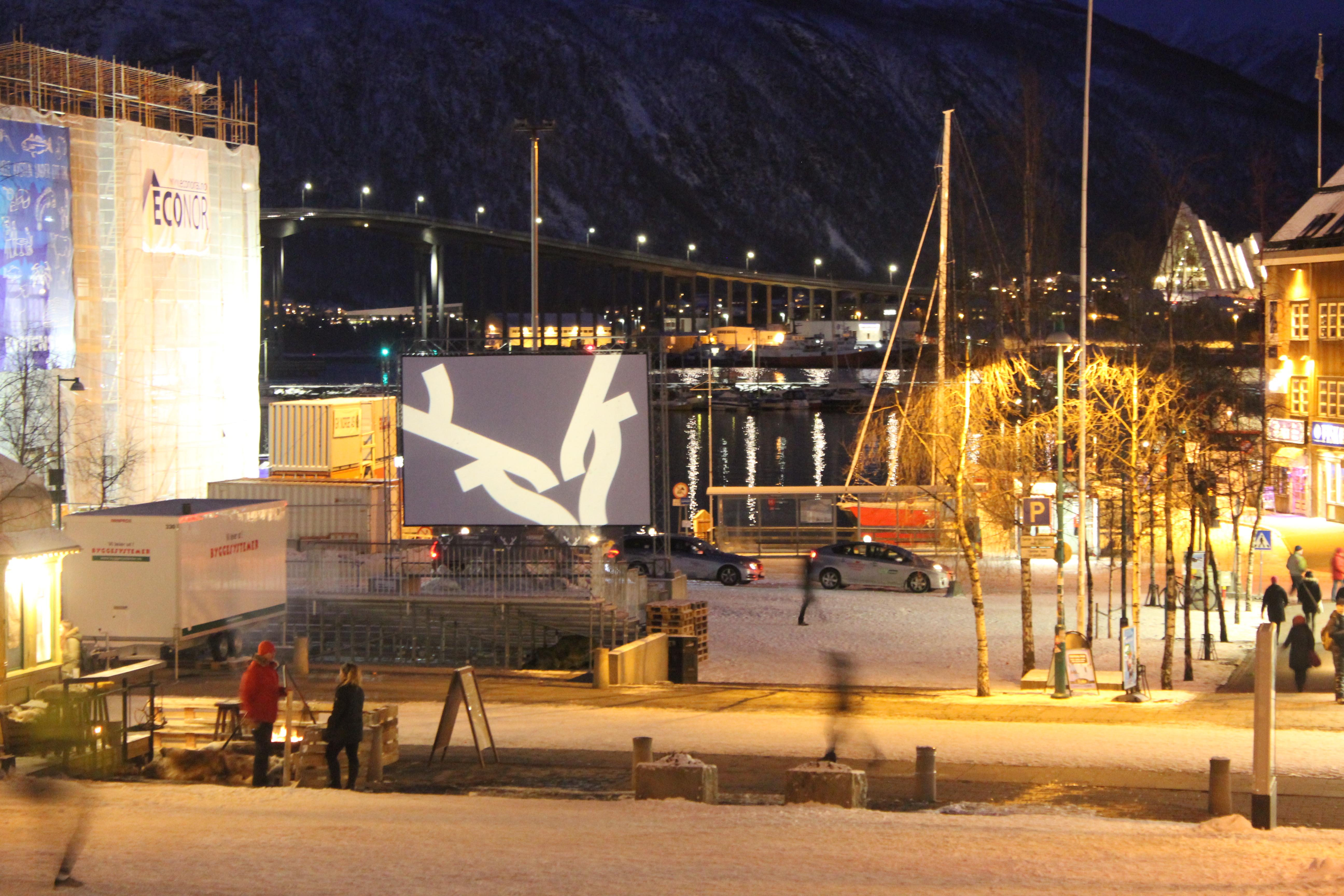
La ciudad de Tromsø durante el festival de 2015.

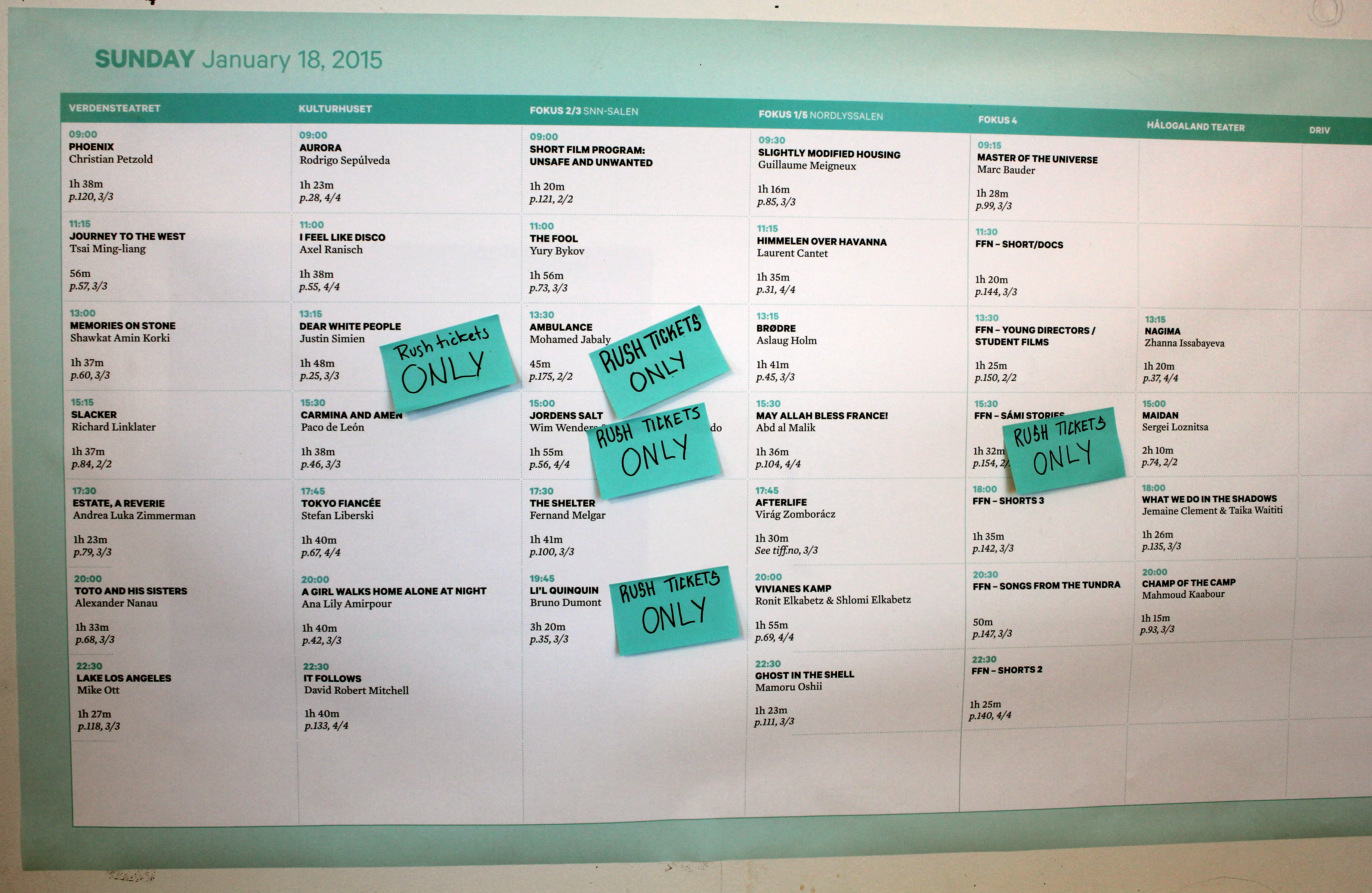
Tablón de información del festival.

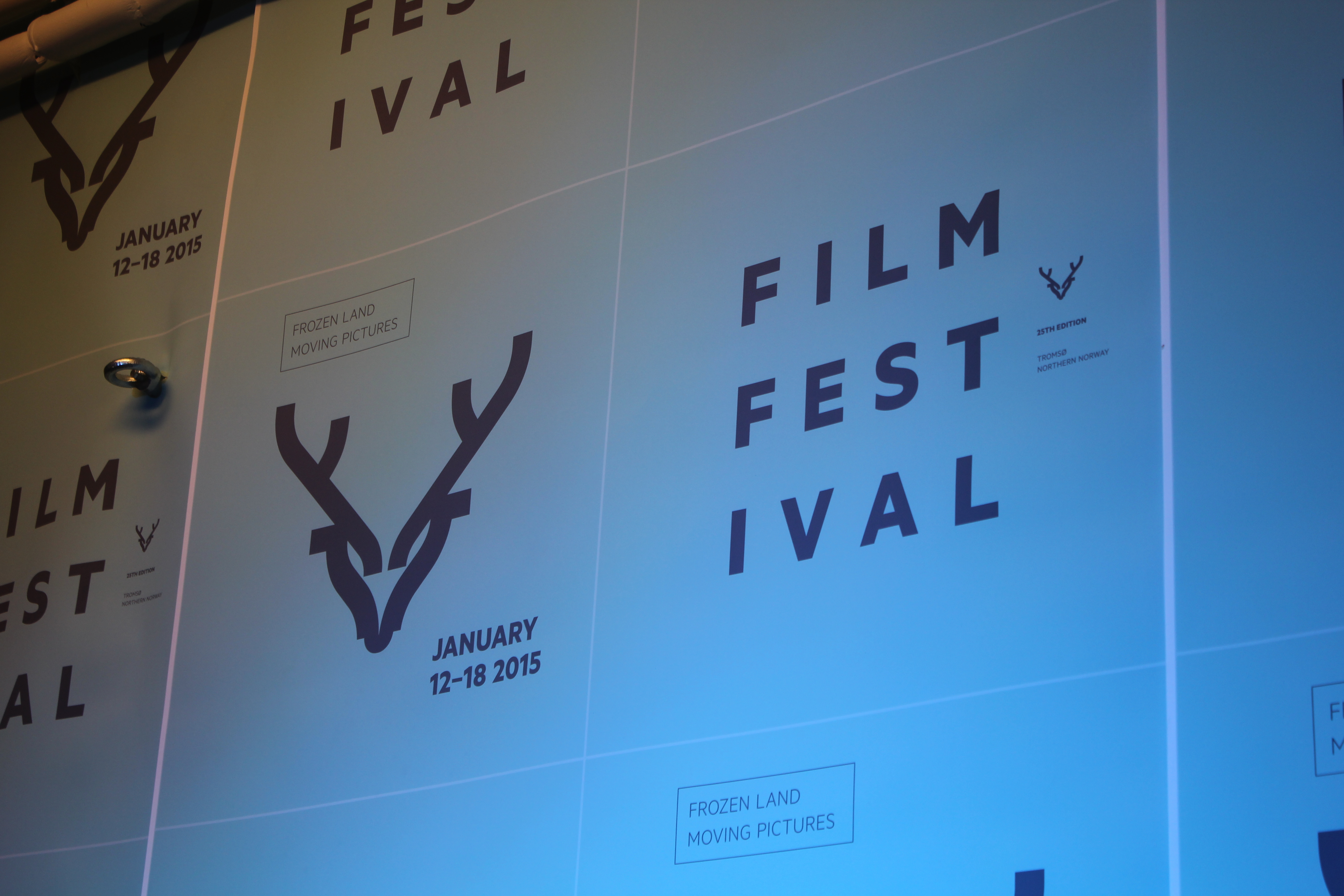
Logotipo del festival.

El Festival Internacional de Cine de Tromsø (TIFF) es un festival de cine que se celebra anualmente durante la tercera semana de enero en la ciudad de Tromsø, Noruega.
La primera edición del Festival Internacional de Cine de Tromsø tuvo lugar en 1991. El TIFF se desarrolla en cinco salas de exposición, así como una sala al aire libre. El total de espectadores en 2014 fue de 58.167, lo que hace del TIFF el festival de cine más importante de Noruega.

## Premios del público
La película que obtuvo el favor popular en cada una de las ediciones fue:
- 1995 -  Spider and Rose, de Bill Bennett
- 1996 -  Accumulator 1, de Jan Svěrák
- 1997 -  Palookaville, de Alan Taylor
- 1998 -  Gadjo dilo, de Tony Gatlif
- 1999 -  Waar blijft het licht, de Stijn Coninx
- 2000 -  Une Liaison Pornographique, de Frédéric Fonteyne
- 2001 -  Im Juli, directed by Fatih Akın
- 2002 -  The Princess and the Warrior, directed by Tom Tykwer
- 2003 -  The Sea, de Baltasar Kormákur
- 2004 -  El regreso, de Andrey Zvyagintsev
- 2005 -  As It Is in Heaven, de Kay Pollak
- 2006 -  Voces inocentes, de Luis Mandoki
- 2007 -  USA vs. Al-Arian, de Line Halvorsen
- 2008 -  L'Orchestra di Piazza Vittorio, directed by Agostino Ferrente
- 2009 -  Shooting the Sun, de Pål Jackman
- 2010 -  For a Moment, Freedom, de Arash T. Riahi
- 2011 -  Cisne negro, de Darren Aronofsky
- 2012 -  Play, de Ruben Östlund
- 2013 -  No, de Pablo Larraín
- 2014 -  De caballos y hombres, de Benedikt Erlingsson
- 2015 -  La sal de la tierra, de Wim Wenders y Juliano Ribeiro Salgado
- 2016 -  Rams, de Grímur Hákonarson
- 2017 -  Sealers - One last hunt, de Trude Berge Ottersen y Gry Elisabeth Mortensen
- 2018 -  Close-Knit, de Naoko Ogigami
- 2019 -  La mujer de la montaña, de Benedikt Erlingsson
- 2020 -  Parásitos, de Bong Joon-ho